# سیکلوپنتادی‌انیل‌کبالت دی‌کربونیل
سیکلوپنتادی‌انیل‌کبالت دی‌کربونیل (انگلیسی: Cyclopentadienylcobalt dicarbonyl) یک ترکیب آلی فلزی حاوی کبالت با فرمول شیمیایی (C5H5)Co(CO)2 به طور مخفف CpCo(CO)2 است. این ماده نمونه ای از یک کمپلکس نیم ساندویچی است.